# 秋元秀雄
秋元 秀雄（あきもと ひでお、1926年7月6日 - 2002年4月4日）は、日本のジャーナリスト、経営評論家。

## 来歴
明治大学商学部卒業。読売新聞経済部記者を経て評論活動を始める。
1977年4月から1979年2月まで放送された日本テレビの朝のニュース番組『NNNおはよう!ニュースワイド』ではメインキャスター、その後継番組『ズームイン!!朝!』のコメンテーターを経て、1983年10月から1989年9月まで放送されたTBSテレビの情報番組『情報デスクToday』ではコメンテーターをそれぞれ務めた。晩年はハワイで暮らしていた。

## 著書
- 『経団連』雪華社〈日本を動かす組織・シリーズ〉、1968年6月25日。NDLJP:3018390。
  - 小説経団連　講談社文庫 1982、読売新聞社 1997. 戦後ニッポンを読む
- 『全社員挑戦せよ : 土光体制による東芝の意識革命』ダイヤモンド社〈エグゼクティブ・ブックス〉、1968年6月27日。NDLJP:3018220。
- 『経営参謀 : 大企業を動かすもう一人の社長たち』日本実業出版社、1969年3月15日。NDLJP:12245737。
- 『裸にされる日本』文藝春秋〈文春ビジネス〉、1969年10月1日。NDLJP:11952738。
- 『社長たちの証言 : 私の直言評論集』学芸書林、1973年10月10日。NDLJP:12242467。
- 『食品流通のオルガナイザー : 日魯漁業・平野赳の人と思想』読売新聞社〈創意の人シリーズ ; 4〉、1974年8月30日。NDLJP:12003979。
- 『企業革命は始まっている』PHP研究所〈PHP books〉、1975年9月10日。NDLJP:11954193。
- 小説・通産省　二見書房　1975.　サラ・ブックス
- 『松下商法世界を駆ける』講談社、1975年6月20日。NDLJP:11980476。
- 巨大企業 ドキュメント　青樹社　1976.
- 財界が燃えた日　青樹社　1976.
- 『トップ経営者の条件』講談社、1977年5月20日。NDLJP:11952384。
- ジャパン・バッシング 小説・日米経済戦争 二見書房　1987.
- 「経営の神様」松下幸之助伝　二見書房　1989.
- 秋元秀雄のニュースの読み方 情報・人間・時代をつかむ　リクルート出版（のちメディアファクトリー）、1988.

## 編著
- 図説これからの日本経済 繁栄か、衰退か　光文社　1987.1.　カッパ・ビジネス
- 図説これからの日本再開発地図 人が動く、カネが動く、モノが動く　光文社　1987.12.　カッパ・ビジネス
- 図説これからのNIES経済 どこまで日本を追い上げるか　光文社　1988.7.　カッパ・ビジネス